# 1. únor
1. únor je 32. den roku podle gregoriánského kalendáře. Do konce roku zbývá 333 dní (334 v přestupném roce). Svátek má Hynek a Jasmína.

## Události

### Česko
- 1342 – Král Jan Lucemburský založil na dnešním Smíchově kartuziánský klášter.
- 1990 – Zanikla komunistická Státní bezpečnost reformou na jiné složky Ministerstva vnitra.
- 2005 – Vrchní soud v Praze potvrdil rozsudek Městského soudu v Praze a odsoudil bývalého ministra financí Iva Svobodu (ČSSD) a jeho poradkyni Barboru Snopkovou k pěti letům odnětí svobody. Oba byli obviněni v souvislosti s krachem mělnické firmy Liberta. Podle soudu se dopustili podvodu a zvýhodňování věřitele, Snopková také porušování povinnosti v řízení o konkurzu.
- 2013 – Začala vysílat televizní dokumentární stanice Prima Zoom.

### Svět
- 0772 – Novým papežem se stal Hadrián I.
- 1539 – Císař Karel V. a král František I. Francouzský podepisuji protianglickou dohodu.
- 1587 – Anglická královna Alžběta I. podepisuje ortel smrti pro Marii Stuartovnu
- 1608 – Rakouské a uherské stavy uzavřely v Prešpurku tzv. konfederaci na obranu míru. Záměrem spolku bylo donutit císaře Rudolfa II. schválit již připravenou mírovou dohodu s Turky
- 1662 – Nizozemská posádka na Tchaj-wanu se vzdává čínským pirátům
- 1669 – Francouzský král Ludvík XIV. omezuje náboženské svobody
- 1717 – Henri d'Aguesseau jmenován prvním kancléřem Francie
- 1720 – Švédsko a Prusko podepisují mírovou dohodu
- 1732 – Říšský sněm v Řezně akceptuje Pragmatickou sankci
- 1742 – Sardinie a Rakousko podepisují alianční smlouvu
- 1793 – Francie vyhlásila válku Anglii a Nizozemí.
- 1796 – Hlavní město Horní Kanady je přesunuto z Newarku do Yorku.
- 1814
  - Vulkán Mayon na Filipínách zabil více než 1200 lidí.
  - Proběhla v rámci napoleonských válek bitva u La Rothière.
- 1861 – Americká občanská válka – Texas se oddělil od Spojených států.
- 1893
  - Thomas Alva Edison dokončil stavbu prvního filmového studia.
  - V Turíně proběhla světová premiéra opery Manon Lescaut.
- 1896 – V Turíně proběhla světová premiéra opery Bohéma.
- 1902 – Čínská císařovna Cch'-si vydala nařízení, jímž zrušila zákaz smíšených sňatků mezi Mandžuy a Číňany, a doporučila, aby se přestalo s deformováním nohou u žen.
- 1918 – V Černé Hoře začalo povstání proti Rakousku-Uhersku označované jako Vzpoura v boce Kotorské.
- 1919 – Byly reorganizovány Československé legie v Rusku.
- 1927 – Ve Velké Británii byla znovu zformována 1. stíhací peruť RAF.
- 1940 – Rudá armáda zahajuje svou druhou velkou ofenzívu na Karelské šíji, začíná druhá bitva u Summy.
- 1942 – Vidkun Quisling se stal norským premiérem.
- 1943 – V Nizozemsku byla ustanovena nová vláda. Jejím předsedou byl Anton Adriaan Mussert.
- 1944
  - Byl proveden první útok americké 5. armády na Monte Casino.[zdroj?]
  - 1944 – Druhá světová válka, polský protinacistický odboj: zvláštní harcerská Agat zlikvidovala SS-Brigadeführera Franze Kutscheru, velitele SS a policie v okupované Varšavě.
- 1945 – Americká 6. armáda zaútočila na Manilu.
- 1946 – Byla vyhlášena Druhá Maďarská republika.
- 1950 – Urho Kekkonen byl zvolen finským předsedou vlády.
- 1999 – GMDSS byl nasazen do plného provozu.
- 2001 – Jose Maria Pereira Neves se stal premiérem Kapverd.
- 2003
  - Při sestupu do atmosféry došlo k havárii amerického raketoplánu Columbia, při němž zahynulo všech sedm členů posádky.
  - Vstoupila v platnost Smlouva z Nice.
- 2005
  - Nepálský král Gjánéndra vyhlásil v zemi výjimečný stav a ujal se na 3 roky sám moci.
  - Slovinský parlament poměrem hlasů 79:4 ratifikoval Ústavu Evropské unie.
- 2016 – Světová zdravotnická organizace vyhlásila globální pohotovost kvůli šíření viru Zika na obou amerických kontinentech.
- 2017 – Poslanci britského parlamentu schválili zákon o vystoupení Spojeného království z Evropské unie poměrem hlasů 498:114.
- 2021 – Ozbrojené síly Myanmaru provedly státní převrat, zadržely prezidenta Win Myina a kancléřku Aun Schan Su Ťij.
- 2024[1] - Oznámen přestup Lewise Hamiltona z Mercedesu do Ferrari. Jeden z největších sportovních přestupů všech dob.

## Narození

### Česko

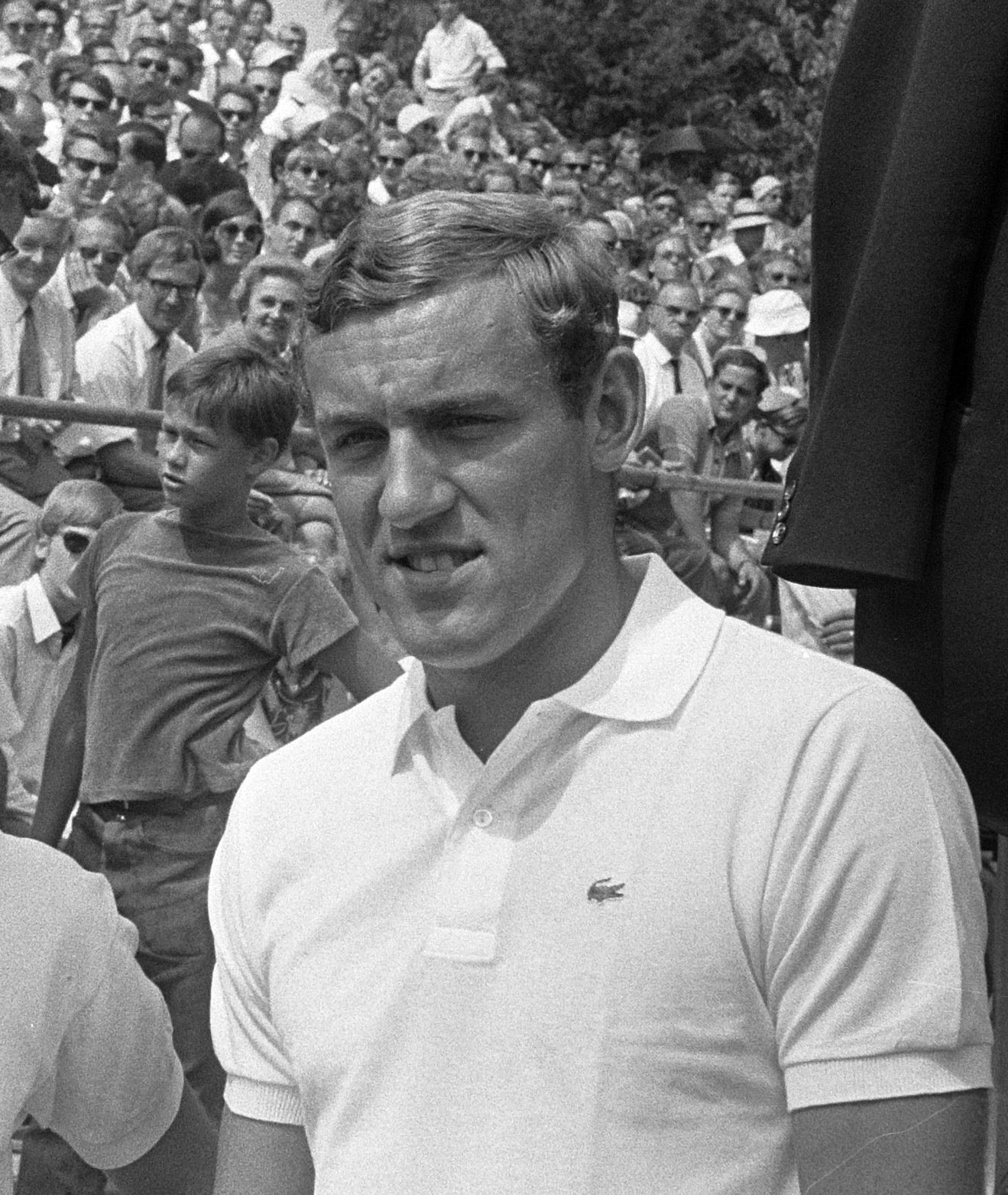
Vladimír Zedník (* 1947)

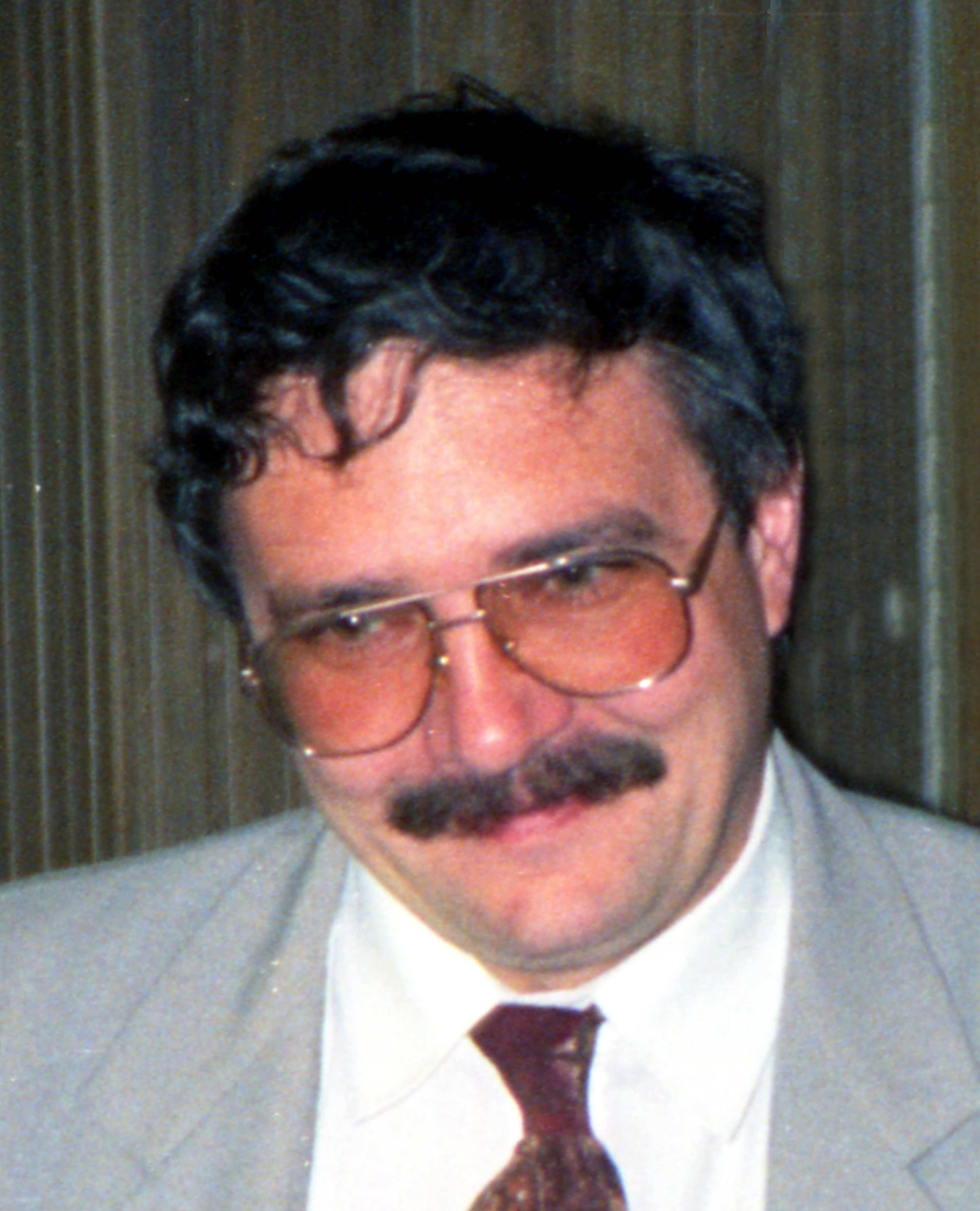
Josef Lux (* 1956)

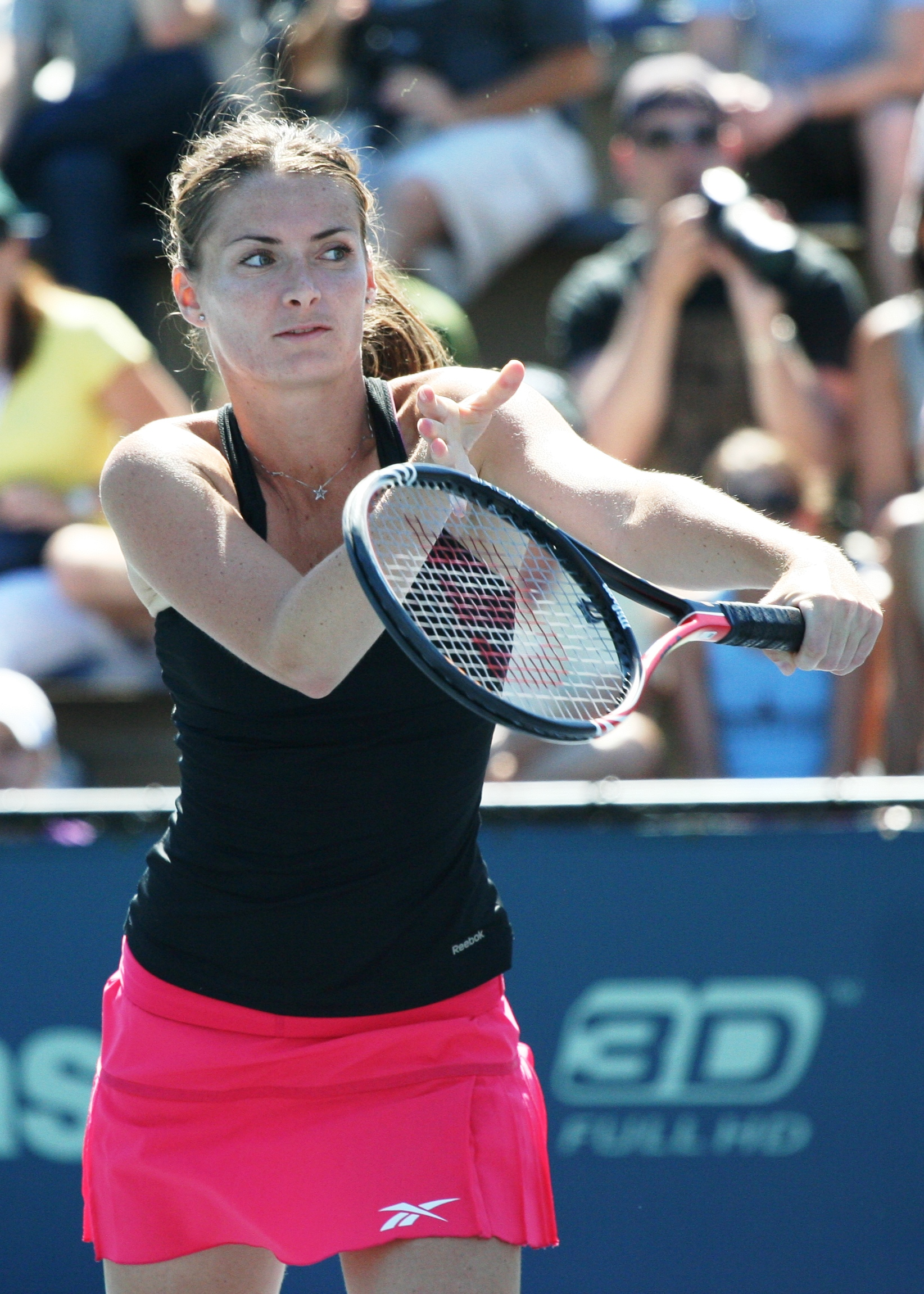
Iveta Benešová (* 1983)

- 1798 – Clemens Rodt, pomolog († l19. června 1887)
- 1835 – František Podveský, poslanec Moravského zemského sněmu († ?)
- 1838 – Jan Kučera, právník a politik († 17. ledna 1895)
- 1855 – Ferdinand Gorup svobodný pán z Besánez, rakouský policista († 15. dubna 1928)
- 1859 – Karel Halíř, houslista a pedagog († 21. prosince 1909)
- 1862 – Metoděj Janíček, kantor a hudební skladatel († 23. července 1940)
- 1869 – Inocenc Ladislav Červinka, archeolog († 3. října 1952)
- 1873
  - Václav Hýbner, československý politik († 11. března 1943)
  - Rudolf Saliger, rektor na technické univerzity ve Vídni († 31. ledna 1958)
  - Jiří Skorkovský, československý politik († 4. února 1931)
- 1874 – Josef František Svoboda, vlastivědný pracovník, historik a archivář († ? 1946)
- 1876
  - Franta Anýž, řezbář, cizelér a medailér († 8. října 1934)
  - Prokop Miroslav Haškovec, profesor románské filologie a překladatel († 20. prosince 1935)
- 1877 – František Geršl, československý politik († 9. dubna 1952)
- 1880 – Jaroslav Milbauer, profesor chemické technologie, rektor Českého vysokého učení technického († 19. ledna 1959)
- 1881 – Theodor Bohumír Pařík, hudební skladatel, houslista a pedagog († 28. ledna 1961)
- 1882
  - Antonín Majer, malíř († 6. prosince 1963)
  - Marie Majerová, spisovatelka a novinářka († 16. ledna 1967)
  - František Schön, akademický malíř († 11. února 1976)
- 1887 – Eduard Hnilička, architekt a grafik († 10. dubna 1967)
- 1889 – Antonín Basl, geograf, historik, legionář a velitel Vojenského zeměpisného ústavu († 4. dubna 1937)
- 1894 – Josef Otto Novotný, novinář, editor a překladatel († 22. září 1971)
- 1913 – Ivan Holý, komunistický politik († ?)
- 1914 – Ludmila Bertlová, houslistka († 23. června 1961)
- 1915 – Artur London, komunistický politik, diplomat a publicista († 7. listopadu 1986)
- 1925 – Jiří Novák, malíř, scénograf a autor kostýmních návrhů († 21. června 1994)
- 1928 – Petr Ginz, dětský malíř z Terezínského ghetta († 28. září 1944)
- 1932 – Zbyněk Janata, člen skupiny bratří Mašínů († 2. května 1955)
- 1942 – Jiří Poborák, spisovatel komiksu Čtyřlístek
- 1947 – Vladimír Zedník, tenista
- 1951 – Dagmar Havlová, švagrová Václava Havla
- 1953 – Jan Bednář, rozhlasový novinář a komentátor
- 1956 – Josef Lux, politik z KDU-ČSL († 21. listopadu 1999)
- 1975 – Tomáš Vlasák, hokejový útočník
- 1983
  - Tomáš Grigar, fotbalový brankář
  - Iveta Benešová, tenistka
- 1986 – Ladislav Šmíd, hokejový obránce
- 1993 – Lucie Charvátová, lyžařka a biatlonistka

### Svět

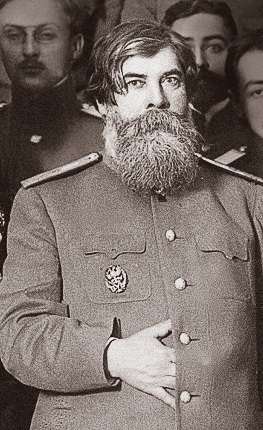
Vladimir Bechtěrev (* 1857)

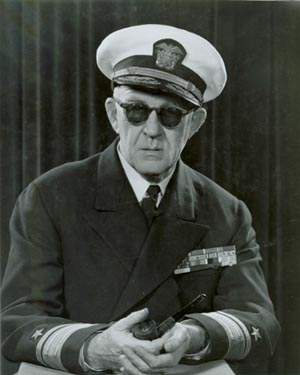
John Ford (* 1894)

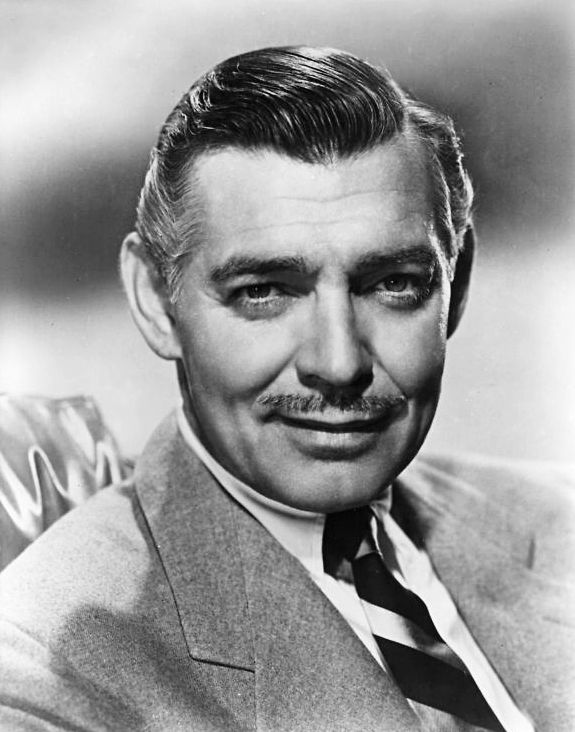
Clark Gable (* 1901)

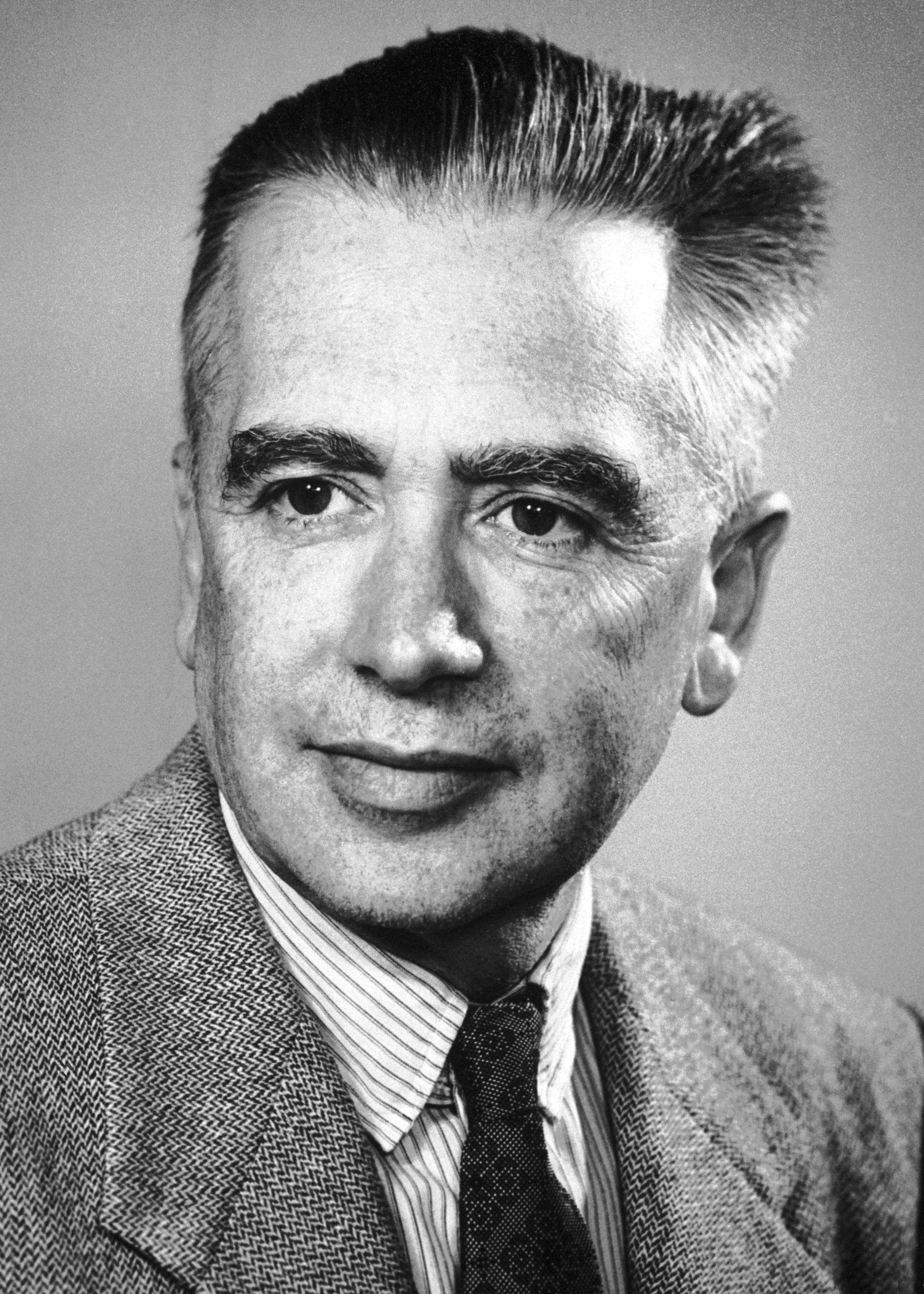
Emilio Gino Segrè (* 1905)

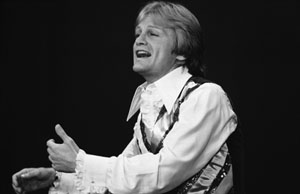
Claude François (* 1939)

Terry Jones (* 1942)

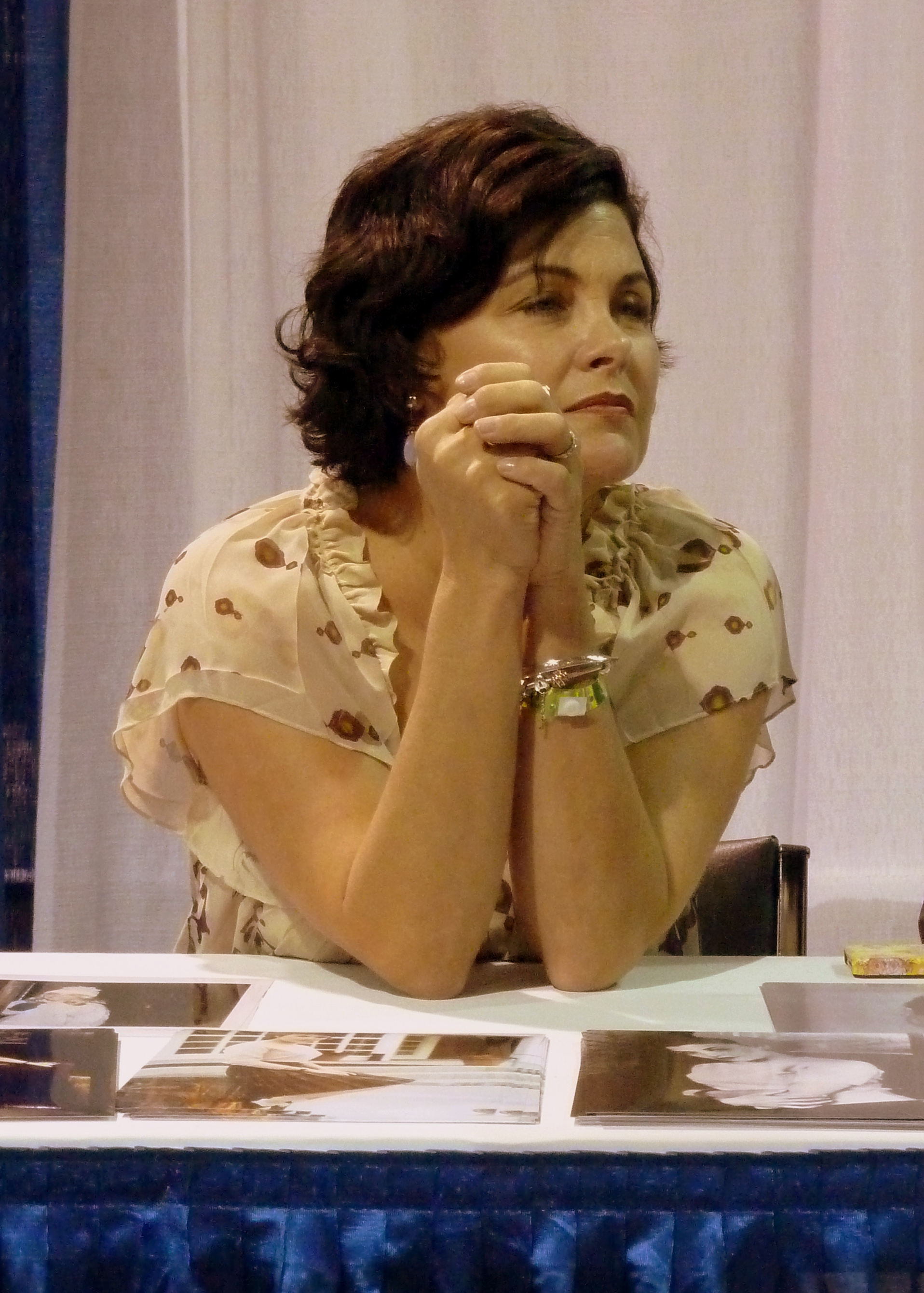
Sherilyn Fenn (* 1965)

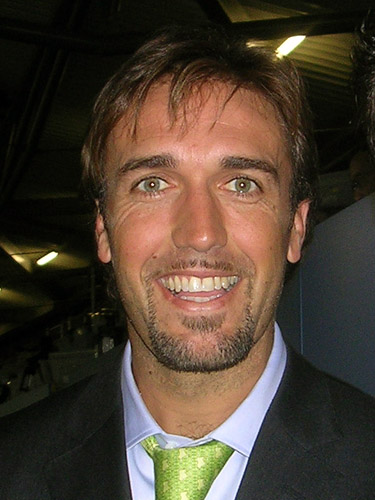
Gabriel Batistuta (* 1969)

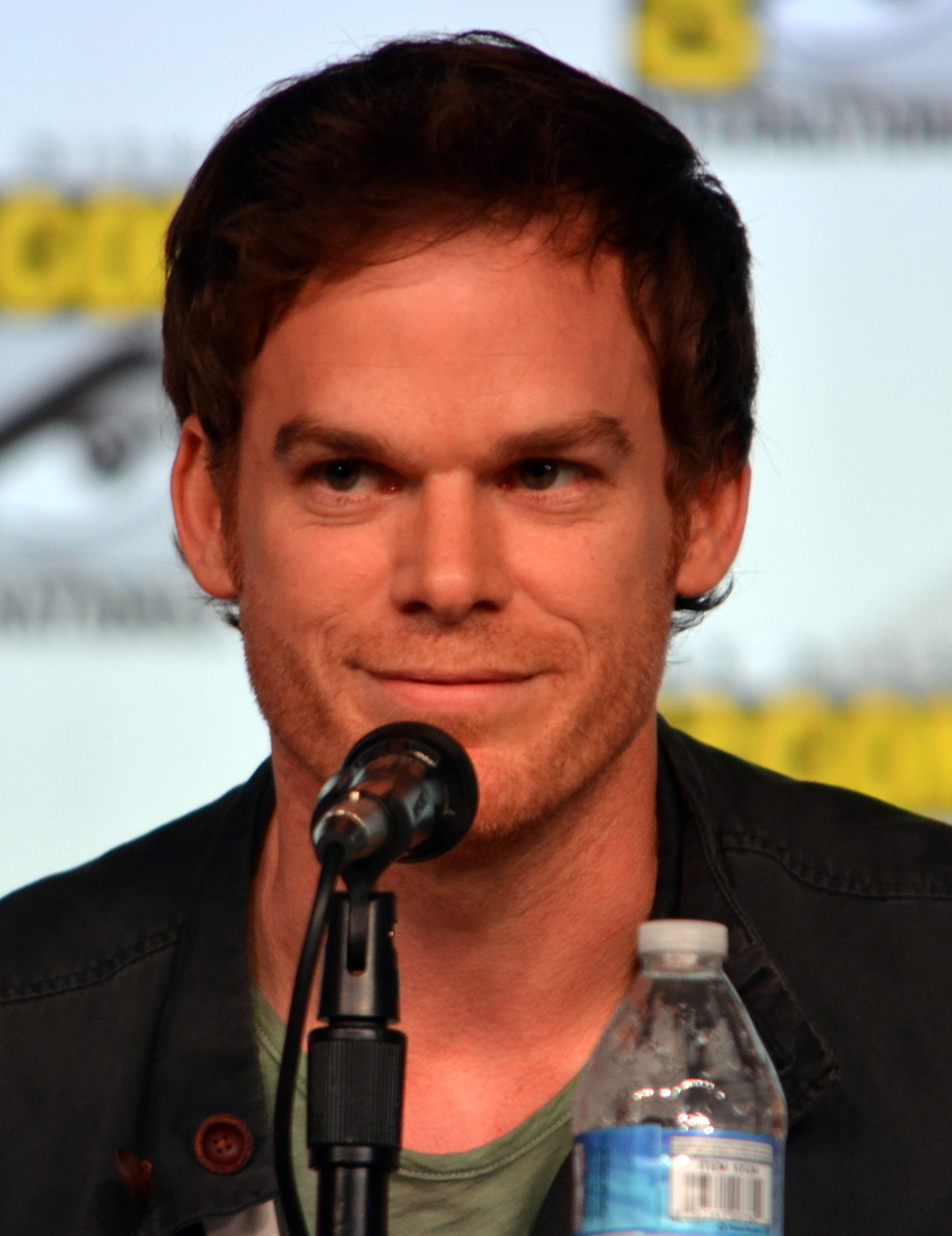
Michael C. Hall (* 1971)

- 1462 – Johannes Trithemius, německý opat, učenec, humanista a spisovatel († 13. prosinec 1516)
- 1690 – Francesco Maria Veracini, italský houslista a hudební skladatel († 31. října 1768)
- 1701 – Johan Agrell, švédský skladatel a kapelník († 19. ledna 1765)
- 1712 – Konrad Ernst Ackermann, německý divadelní herec († 13. listopadu 1771)
- 1761 – Christiaan Hendrik Persoon, francouzský mykolog († 16. listopadu 1836)
- 1745 – Karel Josef Habsbursko-Lotrinský, rakouský arcivévoda, syn Marie Terezie († 18. ledna 1761)
- 1768 – Alexandre Jacques Bernard Law de Lauriston, francouzský generál a maršál († 10. června 1828)
- 1781 – Gustave Dugazon, francouzský hudební skladatel († 12. září 1829)
- 1783 – André Dupin, francouzský právník a teolog († 10. listopadu 1865)
- 1785 – William Dunn Moseley, americký politik, první guvernér státu Florida († 4. ledna 1863)
- 1787 – Christian Adolph Pescheck, německý luteránský duchovní a vědec († 3. listopadu 1859)
- 1789 – Hippolyte Chelard, francouzský skladatel († 2. února 1861)
- 1794 – Alexandr Petrov, ruský šachista († 10. dubna 1867)
- 1795 – George Harpur Crewe, anglický politik († 1. ledna 1844)
- 1800 – Brian Houghton Hodgson, anglický zoolog a politik († 23. května 1894)
- 1801
  - Thomas Cole, anglicko-americký malíř († 11. února 1848)
  - Jean Théodore Lacordaire, belgický entomolog († 18. července 1870)
- 1804 – Handrij Zejler, lužickosrbský básník a národní buditel († 15. října 1872)
- 1808 – Luisa Pruská, rodem pruská a sňatkem nizozemská princezna († 6. prosince 1870)
- 1844
  - Eduard Strasburger, polsko-německý botanik († 18. května 1912)
  - Granville Stanley Hall, americký dětský psycholog († 24. dubna 1924)
- 1857 – Vladimir Michajlovič Bechtěrev, ruský lékař-neurofyziolog a psychiatr († 24. prosince 1927)
- 1860 – Michel Zévaco, francouzský spisovatel († 8. srpna 1918)
- 1861 – Emilio Pizzi, italský skladatel († 27. listopadu 1940)
- 1872 – Paul Fort, francouzský básník († 20. dubna 1960)
- 1874 – Hugo von Hofmannsthal, rakouský básník († 15. července 1929)
- 1878
  - George Campbell, kanadský hráč lakrosu, olympijský vítěz († 4. listopadu 1972)
  - Alfréd Hajós, maďarský architekt a plavec, olympijský vítěz († 2. listopadu 1955)
  - Milan Hodža, čs. předseda vlády († 27. června 1944)
- 1882 – Louis Saint-Laurent, premiér Kanady († 25. července 1973)
- 1884 – Jevgenij Zamjatin, ruský spisovatel († 10. března 1937)
- 1888 – Franciszek Kleeberg, polský generál († 5. dubna 1941)
- 1889 – Tadeusz Piskor, polský generál za druhé světové války († 22. března 1951)
- 1890 – Germaine Lubin, francouzská sopranistka († 27. října 1979)
- 1894
  - John Ford, americký filmový režisér († 31. srpna 1973)
  - Herman Hupfeld, americký hudební skladatel († 8. června 1951)
- 1897 – Jevhen Malanjuk, ukrajinský básník († 16. února 1968)
- 1900 – Clarence Pinkston, americký skokan, zlato na OH 1920 († 18. listopadu 1961)
- 1901
  - Clark Gable, americký filmový herec († 16. listopadu 1960)
  - Edvard Westerlund, finský zápasník, zlato na OH 1924 († 7. prosince 1982)
- 1902 – Langston Hughes, americký spisovatel († 22. května 1967)
- 1905 – Emilio Gino Segrè, italsko-americký fyzik, nositel Nobelovy ceny za fyziku († 24. dubna 1989)
- 1906 – Ludwig Lachmann, německý ekonom († 17. prosince 1990)
- 1907
  - Günter Eich, německý spisovatel († 20. prosince 1972)
  - Iľja Jozef Marko, slovenský novinář a básník († 17. září 1980)
- 1915
  - Stanley Matthews, legenda anglické i světové kopané († 23. února 2000)
  - Viktor Šem-Tov, ministr izraelských vlád († 8. března 2014)
- 1922 – Renata Tebaldiová, italská operní zpěvačka († 19. prosince 2004)
- 1925 – Hermann Müller-Karpe, německý archeolog († 20. září 2013)
- 1926 – Vivian Maierová, americká umělecká fotografka († 21. dubna 2009)
- 1927 – Galway Kinnell, americký spisovatel († 28. října 2014)
- 1931 – Boris Jelcin, první prezident ruské federace († 23. dubna 2007)
- 1933
  - Svetlana Velmar-Janković, srbská spisovatelka a novinářka († 9. dubna 2014)
  - Sadao Watanabe, japonský saxofonista a flétnista
- 1935 – Vladimir Aksjonov, sovětský kosmonaut
- 1937 – Audrys Bačkis, litevský kardinál
- 1938 – Jimmy Carl Black, americký hudebník († 1. listopadu 2008)
- 1939
  - Claude François, francouzský zpěvák, hudební skladatel a tanečník († 11. března 1978)
  - Joe Sample, americký jazzový klavírista († 12. září 2014)
  - Fritjof Capra, rakouský fyzik, holista a teoretik
- 1940 – Bibi Beschová, rakousko-americká herečka († 7. září 1996)
- 1941 – Anatolij Firsov, sovětský hokejista († 24. července 2000)
- 1942 – Terry Jones, britský komik a režisér († 21. ledna 2020)
- 1944 – Christine Schorn, německá filmová a rozhlasová herečka
- 1947
  - Jurij Malyšev, sovětský veslař, zlato na OH 1972
  - Gaston Rahier, belgický motokrosový závodník († 8. února 2005)
- 1949 – George Friedman, americký zpravodajský expert a spisovatel
- 1950
  - Mike Campbell, americký kytarista, skladatel
  - Kazimierz Nycz, arcibiskup a metropolita varšavský, kardinál
- 1952
  - Jenö Jandó, maďarský klavírista
  - Roger Tsien, americký biochemik, držitel Nobelovy ceny za chemii († 24. srpna 2016)
  - Steven Zaloga, americký vojenský historik
- 1954 – Bill Mumy, americký herec a hudebník
- 1955 – Thomas Gilou, francouzský režisér
- 1956 – Exene Cervenka, americká zpěvačka, spisovatelka a malířka
- 1965
  - Sherilyn Fenn, americká herečka
  - Brandon Lee, americký herec († 31. března 1993)
  - Stéphanie Monacká, monacká princezna
- 1968
  - Lisa Marie Presleyová, americká zpěvačka a herečka († 12. ledna 2023)
  - Mark Recchi, kanadský hokejista
- 1969
  - Gabriel Batistuta, argentinský fotbalista
  - Brian Krause, americký herec
  - Joshua Redman, americký jazzový saxofonista
  - Patrick Wilson, americký hudebník
- 1971
  - Michael C. Hall, americký herec
  - Tommy Salo, švédský hokejový brankář
  - Zlatko Zahovič, slovinský fotbalista
- 1980 – Aleksander Šeliga, slovinský brankář
- 1984
  - Darren Fletcher, skotský fotbalista
  - Lee Thompson Young, americký herec († 19. srpna 2013)
- 1990
  - Laura Marling, britská zpěvačka
  - Matevž Vukotič, slovinský horský vůdce
- 1994 – Harry Styles, člen anglicko irské skupiny One Direction
- 2000 – Filip Schenk, italský sportovní lezec

## Úmrtí

### Česko

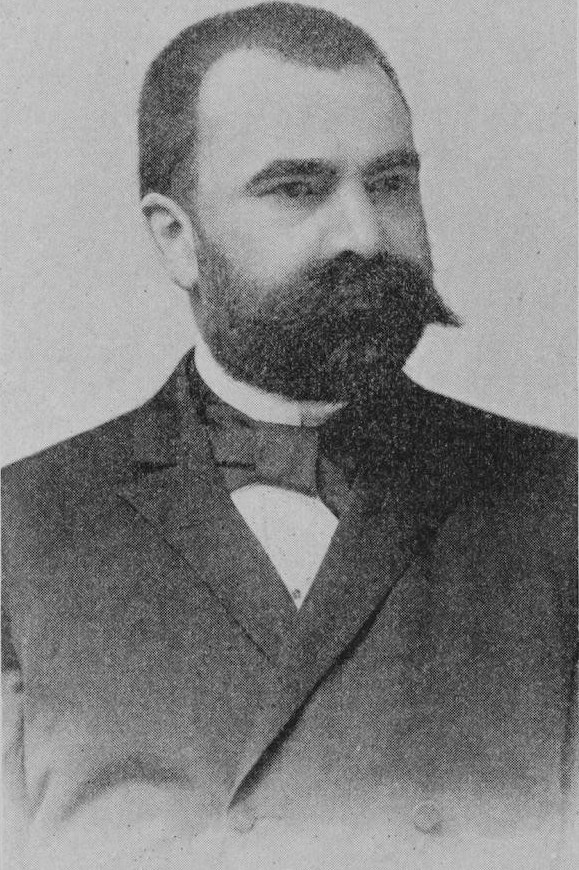
Rudolf Dvořák († 1920)

- 1510 – Zdenka Česká, dcera krále Jiřího z Poděbrad (* 11. listopadu 1449)
- 1519 – Václav Koranda mladší, pražský univerzitní mistr, děkan artistické fakulty (* 1425)
- 1620 – Eliška Kateřina Smiřická, česká šlechtična (* 1590)
- 1846 – František Pištěk, římskokatolický duchovní (* 6. dubna 1786)
- 1874 – Gustav Trenkler, poslanec Českého zemského sněmu (* 8. listopadu 1811)
- 1886 – Josef Klobautschnik, krupský řídící učitel, ředitel kůru kostela Nanebevzetí Panny Marie (* 22. února 1820)
- 1892 – Josef Perwolf, jazykovědec, zaměřením slavista, českého původu (* 26. února 1841)
- 1910 – Antonín Slavíček, malíř (* 16. května 1870)
- 1919 – Adolf Chlumský, český evangelický farář v USA (* 3. října 1842)
- 1920 – Rudolf Dvořák, zakladatel české orientalistiky (* 12. listopadu 1860)
- 1936 – Vladimír Fáček, československý politik (* 6. května 1870)
- 1942 – Bohumil Klika, mykolog, zoolog, paleontolog, spisovatel a překladatel (* 28. února 1868)
- 1946 – August Miřička, profesor trestního práva (* 2. prosince 1863)
- 1956 – Bohumil Urbánek, politik KSČ (* 9. listopadu 1901)
- 1962
  - Miroslav Cikán, filmový režisér (* 11. února 1896)
  - Josef Kaplický, malíř, sochař a sklářský výtvarník (* 19. března 1889)
- 1967 – Bohumil Palát, pedagog a hudebník (* 20. září 1893)
- 1973 – Václav Svoboda, politik KSČ (* 11. června 1920)
- 1974
  - Jan Dokulil, kněz, básník, překladatel (* 13. července 1910)
  - Gustav Nosek, loutkář, řezbář a loutkoherec (* 15. července 1887)
- 1980 – Josef Machačka, politik KSČ (* 8. července 1913), Antonín Nogol volejbalista (* 15. ledna 1917)
- 1983 – František Fišer, katolický teolog, biblista, překladatel, disident a tramp (* 4. února 1926)
- 1985 – Antonín Šindelář, fotbalista (* 25. července 1902)
- 1986 – Otakar Ferfecký, projektant, konstruktér a manažer (* 20. března 1924)
- 1989 – Karel Bodlák, učitel a spisovatel (* 3. listopadu 1903)
- 1991 – Vratislav Grégr, profesor kvasné chemie a biotechnologie VŠCHT (* 28. října 1914)
- 1997 – Antonín Mores, pediatr a vysokoškolský pedagog (* 24. května 1908)
- 1998 – Adolf Vodáček, politik KSČ (* 13. dubna 1905)
- 1999 – Jiří Platenka, fotograf (* 1. března 1932)
- 2008 – Václav Babula, lékař, textař, básník a literát (* 23. září 1938)
- 2009 – Jaroslav Proch, fotbalový brankář (* 6. června 1919)
- 2011
  - Milan Borovička, amatérský fotograf (* 12. září 1925)
  - Josef Jägerman, politik KSČ (* 26. ledna 1913)
- 2013
  - Vladimír Vlasák, hudební publicista (* 11. února 1958)
  - Rudolf Dašek, jazzový kytarista a skladatel (* 27. srpna 1933)
  - Karel Volejníček, katolický kněz a pedagog studentů teologie (* 30. října 1936)
  - Soňa Balunová, reprezentantka ve volejbale, krasobruslení a atletice (* 8. června 1924)
- 2016 – Lumír Ševčík, akademický malíř, ilustrátor, grafik a typograf (* 8. srpna 1921)
- 2017
  - Vladislav Kaska, malíř, grafik a výtvarný pedagog (* 27. června 1945)
  - Dušan Karpatský, překladatel ze slovanských jazyků, především pak ze srbochorvatštiny (* 28. únor 1935)
- 2019 – Jiřina Adamcová, akademická malířka a grafička (* 6. června 1927)

### Svět

Mary Shelley († 1851)

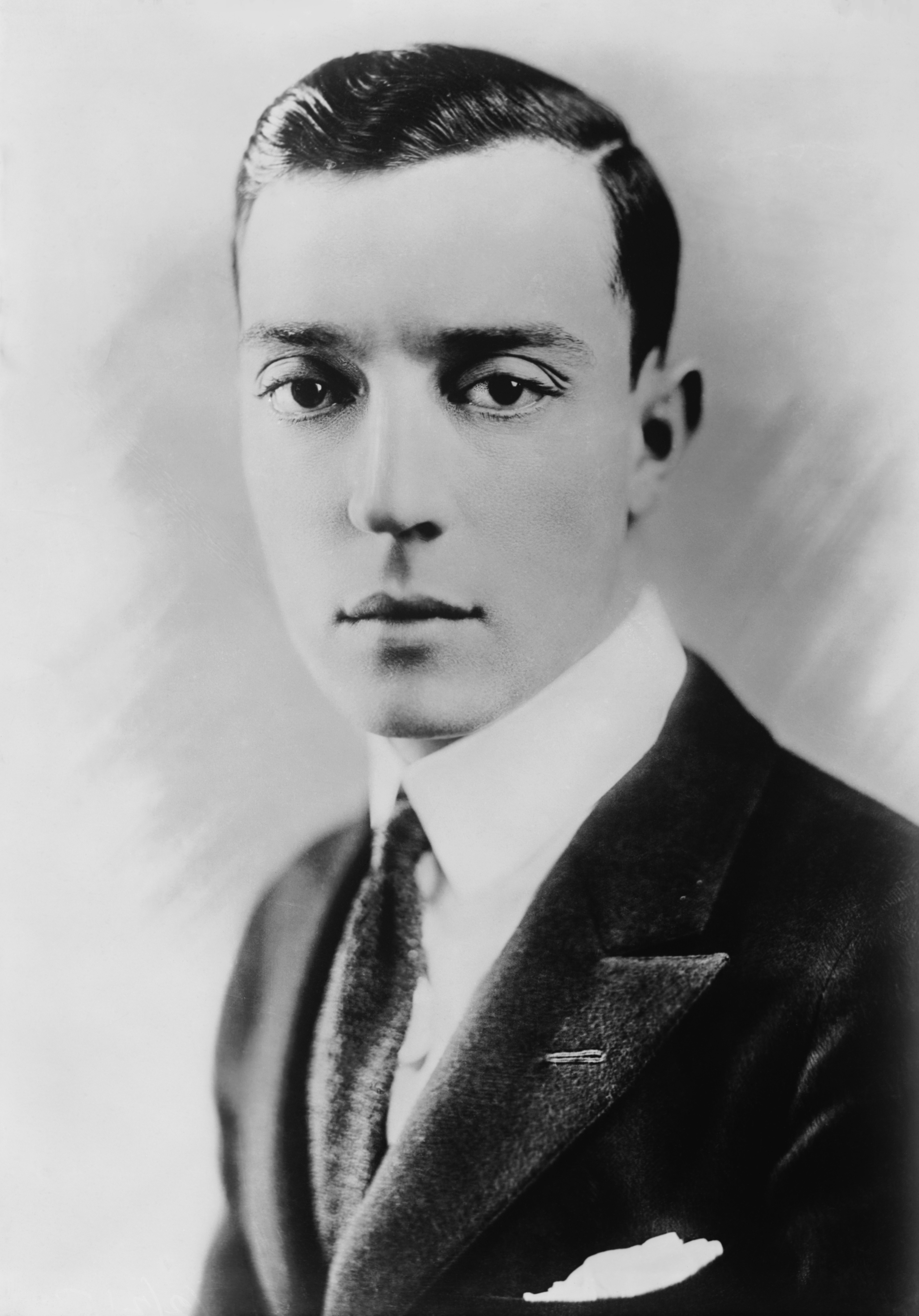
Buster Keaton († 1966)

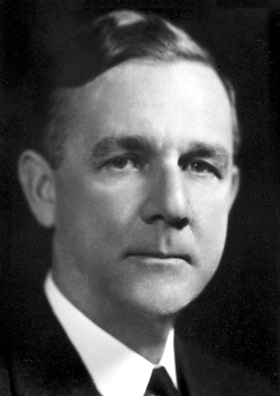
George Whipple († 1976)

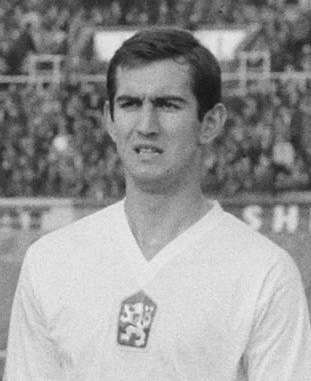
Ladislav Kuna (* 2012)

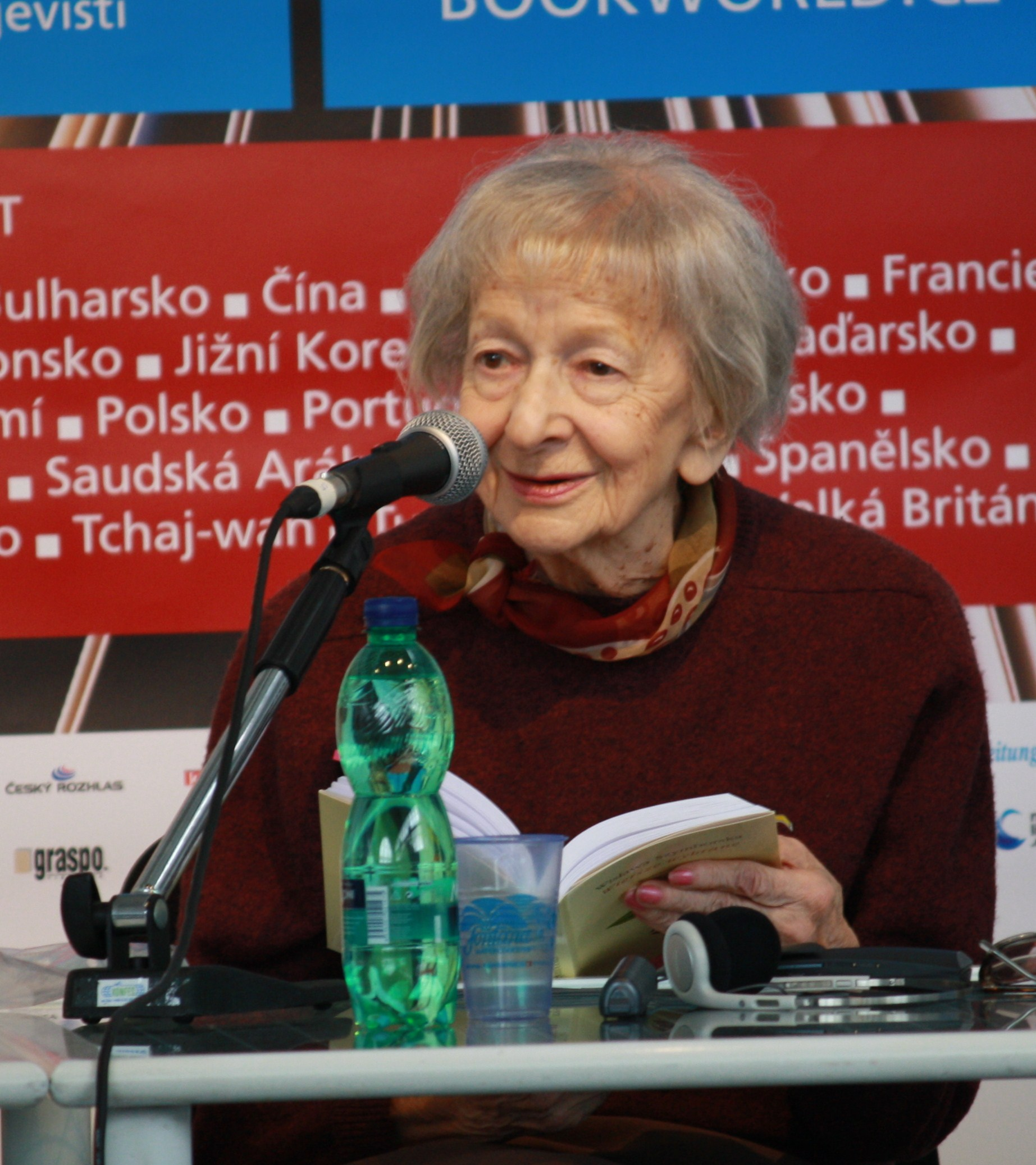
Wisława Szymborská († 2012)

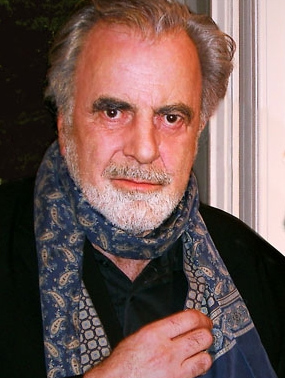
Maximilian Schell († 2014)

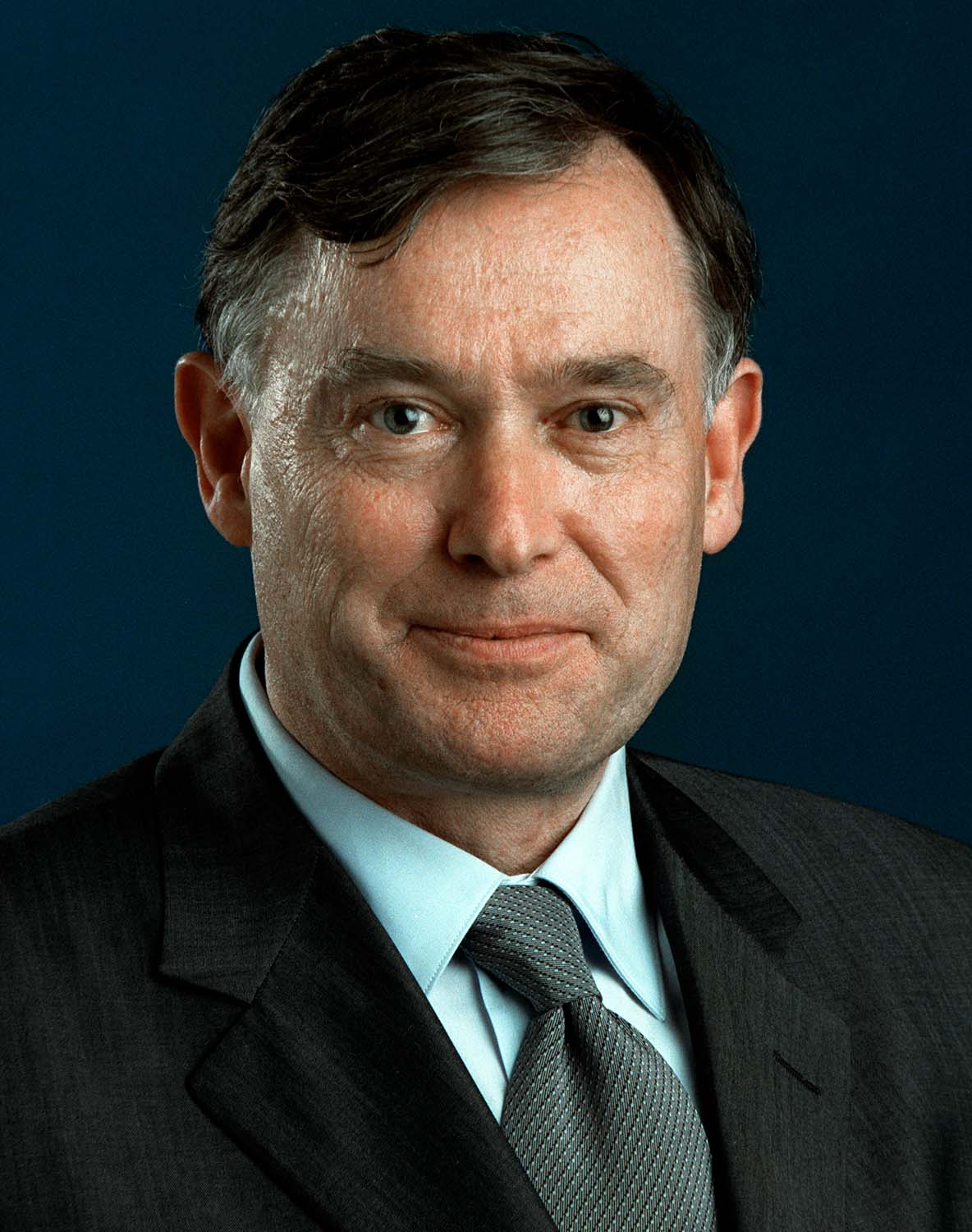
Horst Köhler († 2025)

- 0523 – Brigita Irská, považována za zakladatelku kláštera v Kildare (* 451/53)
- 0656 – Sigibert III., merovejský král Austrasie (* 630)
- 1248 – Jindřich II. Brabantský, brabantský a dolnolotrinský vévoda (* 1207)
- 1302 – Andrea Conti, italský řeholník a františkán, katolický blahoslavený (* asi 1235)
- 1308 – Heřman III. Braniborský, markrabě braniborský a hrabě z Coburgu (* 1273)
- 1328 – Karel IV. Sličný, francouzský král (* 1294)
- 1691 – papež Alexandr VIII. (* 22. dubna 1610)
- 1705 – Žofie Šarlota Hannoverská, pruská královna (* 30. října 1668)
- 1711 – Vladimir Vasiljevič Atlasov, sibiřský kozák, obchodník s kožešinami, dobyvatel Kamčatky (* 1661/64)
- 1733 – August II. Silný, polský král, velkokníže litevské a saský kurfiřt (* 12. května 1670)
- 1737 – Bartolomeo Scotti, italský stavitel (* 1685)
- 1749 – Františka Marie Bourbonská, nemanželská dcera francouzského krále Ludvíka XIV. (* 25. května 1677)
- 1756 – Marie Augusta Thurn-Taxis, vévodkyně württemberská (* 11. srpna 1706)
- 1760 – Vilém VIII. Hesensko-Kasselský, německý lankrabě (* 10. března 1682)
- 1795 – Giacomo Insanguine, italský skladatel (* 22. března 1728)
- 1807 – Thomas Troubridge, britský admirál (* 1758)
- 1818 – Giuseppe Gazzaniga, italský skladatel (* 5. října 1743)
- 1837
  - Fridrich František I. Meklenbursko-Zvěřínský, meklenbursko-zvěřínský velkovévoda (* 10. prosince 1756)
  - Edward Donovan, anglo-irský spisovatel, cestovatel a amatérský zoolog (* 1768)
- 1839
  - Giuseppe Valadier, italský architekt, urbanista, archeolog a zlatotepec (* 14. dubna 1762)
  - Albrecht Besserer von Thalfingen, bavorský generál (* 8. října 1787)
- 1851 – Mary Shelleyová, anglická spisovatelka (* 30. srpna 1797)
- 1856 – Ivan Paskevič, generál, polní maršál ruské armády (* 8. srpna 1782)
- 1864 – Luisa Marie Terezie z Artois, vévodkyně a regentka z Parmy (* 21. září 1819)
- 1871 – Alexander Serov, ruský skladatel (* 23. ledna 1820)
- 1873 – Matthew Fontaine Maury, americký astronom, historik a oceánograf (* 14. ledna 1806)
- 1875 – William Sterndale Bennett, anglický hudební skladatel (* 13. dubna 1816)
- 1881 – Ludwik Skrzyński, rakouský politik polské národnosti (* 1816)
- 1885
  - Sidney Gilchrist Thomas, anglický chemik, metalurg a vynálezce (* 16. dubna 1850)
  - Henri Dupuy de Lôme, francouzský stavitel lodí (* 15. října 1816)
  - Claus Harms, německý luterský duchovní a teolog (* 25. května 1778)
- 1886 – Friedrich Harant, rakouský politik a poslanec Říšské rady (* 1810)
- 1889 – Ludwik Grohman, polský majitel továrny v Lodži (* 28. června 1826)
- 1897 – Gustav Kosjek, rakousko-uherský diplomat, dlouhodobě působil v Osmanské říši (* 17. srpna 1838)
- 1900 – Bernard Altum, německý katolický kněz, zoolog a výzkumník v oboru lesnictví (* 31. ledna 1824)
- 1903 – George Gabriel Stokes, irský matematik, fyzik a politik (* 13. srpna 1819)
- 1904 – Paul Welponer, rakouský podnikatel a politik, poslanec Říšské rady (* 30. ledna 1850)
- 1905
  - Heinrich Lanz, německý vynálezce a výrobce zemědělských strojů (* 9. března 1838)
  - Franz Neumann, rakouský architekt (* 16. ledna 1844)
  - Oswald Achenbach, německý krajinář (* 2. února 1827)
- 1908
  - Karel I. Portugalský, portugalský král (* 28. září 1863)
  - Milovan Glišić, srbský spisovatel (* 19. ledna 1847)
- 1910 – Benedikt Niese, německý filolog a historik (* 24. listopadu 1849)
- 1914 – Albert C. L. G. Günther, německo-britský zoolog (* 3. října 1830)
- 1916 – Şehzade Yusuf Izzeddin, syn osmanského sultána Abdulazize (* 29. září 1857)
- 1918 – Leonilla Ivanovna Barjatinská, ruská šlechtična (* 9. května 1816)
- 1919
  - Kamill Kuranda, rakouský politik a poslanec Říšské rady (* 7. února 1851)
  - Eduard Paar, rakousko-uherský generál a šlechtic (* 5. prosince 1837)
- 1920
  - Vladimir Puriškevič, ruský antisemitský politik, jeden z vrahů Rasputina (* 12. srpna 1870)
  - Konstantin Mamontov, ruský vojenský velitel a generál Kozáků (* 16. října 1869)
  - Pavel Karlovič Šternberg, ruský astronom, revolucionář, bolševik a státník (* 2. dubna 1865)
- 1922 – Aritomo Jamagata, japonský vojevůdce a politik (* 14. června 1838)
- 1923
  - Andrej Černiansky, slovenský redaktor a publicista (* 12. října 1841)
  - Ernst Troeltsch, německý protestantský teolog a sociolog (* 17. února 1865)
- 1925 – Karl Kuefstein, rakousko-uherský politik, diplomat a velkostatkář (* 31. července 1838)
- 1930 – Franz Stibral, předlitavský státní úředník a politik (* 16. listopadu 1854)
- 1931 – Emanuel z Vendôme, francouzský šlechtic a člen rodu Bourbon-Orléans (* 18. ledna 1872)
- 1935 – Julius Schmid, rakouský malíř a kreslíř (* 3. února 1854)
- 1944
  - Franz Kutschera, rakouský válečný zločinec, Varšavský kat (* 22. února 1904)
  - Piet Mondrian, nizozemský malíř, vůdčí osobnost konstruktivismu (* 7. března 1872)
- 1945 – Johan Huizinga, nizozemský kulturní historik (* 7. prosince 1872)
- 1949 – George Botsford, americký skladatel ragtimů a jiných hudebních forem (* 24. února 1874)
- 1952 – Thomas Bohrer, rakousko-uherský rychlobruslař (* 17. ledna 1887)
- 1953 – Egon Weiss, německý právník, profesor (* 1. července 1880)
- 1954 – Edwin Howard Armstrong, americký vynálezce (* 18. prosince 1890)
- 1957 – Friedrich Paulus, německý generál a pozdější polní maršál(* 23. září 1890).
- 1958 – Clinton Joseph Davisson americký fyzik, nositel Nobelovy ceny za fyziku,(* 22. října 1881)
- 1961 – Max Simon, nacistický generál, válečný zločinec (* 6. ledna 1899)
- 1965 – Angelo Rotta, biskup a vatikánský diplomat (* 9. srpna 1872)
- 1966
  - Buster Keaton, americký filmový komik, scenárista a režisér (* 4. října 1895)
  - Hedda Hopperová, americká novinářka (* 2. května 1885)
- 1970 – Alfréd Rényi, maďarský matematik (* 20. března 1921)
- 1971 – Raoul Hausmann, rakouský fotograf, spisovatel, teoretik a sochař (* 12. července 1886)
- 1975 – Stefan Hedrich, generál rakouské-uherské armády a Waffen-SS (* 14. března 1880)
- 1976
  - Werner Heisenberg, německý fyzik, nositel Nobelovy ceny za fyziku (* 5. prosince 1901)
  - Hans Richter, německý filmový producent a malíř (* 6. dubna 1888)
  - George Whipple, americký vědec, nositel Nobelovy ceny za fyziku (* 25. srpna 1878)
- 1977 – Edmond Moore Hamilton, americký spisovatel science fiction (* 21. října 1904)
- 1978 – Arthur Siegel, americký fotograf (* 2. srpna 1913)
- 1979 – Ivan Štefánik, slovenský politik KSČ (* 9. září 1889)
- 1980 – Gastone Nencini, italský cyklista (* 1. března 1930)
- 1981
  - Donald Wills Douglas, americký podnikatel v letectví (* 6. dubna 1892)
  - Geirr Tveitt, norský skladatel (* 19. října 1908)
- 1983 – Milada Součková, česká spisovatelka (* 24. ledna 1899)
- 1986 – Alva Myrdalová švédská diplomatka, nositelka Nobelovy ceny míru (* 31. ledna 1902)
- 1990 – Jadwiga Wajsová, polská atletka (* 30. ledna 1912)
- 1991 – Herzl Rosenblum, izraelský novinář, politik (* 14. srpna 1903)
- 1992 – Jean Hamburger, francouzský lékař a esejista (* 15. července 1909)
- 1999 – Karol Tibenský, slovenský fotbalista (* 18. října 1924)
- 2003 – tragicky zahynula posádka raketoplánu Columbia:
  - Rick D. Husband, americký astronaut (* 12. července 1957)
  - William C. McCool, americký astronaut (* 23. září 1961)
  - Michael P. Anderson, americký astronaut (* 25. prosince 1959)
  - Ilan Ramon, první izraelský astronaut (* 20. června 1954)
  - Kalpana Chawlaová, americká astronautka indického původu (* 17. března 1962)
  - David M. Brown, americký astronaut (* 16. dubna 1956)
  - Laurel Clarková, americká astronautka (* 10. března 1961)
- 2007
  - Gian Carlo Menotti, italský hudební skladatel a libretista (* 7. července 1911)
  - Antonio María Javierre Ortas, španělský kardinál (* 21. února 1921)
- 2008 – Allan Grant, americký fotožurnalista časopisu Life (* 23. října 1919)
- 2010 – Steingrímur Hermannsson, islandský politik (* 22. června 1928)
- 2011 – Jiří Kárnet, česko-americký dramatik, divadelní kritik, režisér, básník a překladatel (* 24. ledna 1920)
- 2012
  - Ladislav Kuna, slovenský fotbalista (* 3. dubna 1947)
  - Wisława Szymborska, polská básnířka, esejistka, literární kritička a překladatelka, laureátka Nobelovy ceny (* 2. července 1923)
  - Ruth Hausmeister, německá herečka (* 5. června 1912)
- 2013
  - Ed Koch, americký právník, politik a politický komentátor (* 12. prosince 1924)
  - Cecil Womack, americký zpěvák (* 25. září 1947)
  - Vladimir Jengibarjan, sovětský boxer arménské národnosti (* 24. dubna 1932)
- 2014
  - René Ricard, americký umělecký kritik (* 23. července 1946)
  - Maximilian Schell, rakouský herec a režisér (* 8. prosince 1930)
  - Luis Aragonés, španělský fotbalista a trenér (* 28. července 1938)
  - Stefan Božkov, bulharský fotbalista (* 20. září 1923)
  - Vasilij Petrov, sovětský vojevůdce, maršál Sovětského svazu (* 15. leden 1917)
- 2015
  - Martin Ťapák, slovenský režisér, herec, tanečník a choreograf (* 13. října 1926)
  - Aldo Ciccolini, francouzský klavírista pocházející z Itálie (* 15. srpna 1925)
  - Udo Lattek, německý fotbalista a trenér (* 16. ledna 1935)
- 2016 – Paul Pholeros, australský architekt (* 1953)
- 2017 – Burton Watson, americký překladatel japonské literatury (* 13. června 1925)
- 2018 – Barys Kit, běloruský a americký matematik (* 6. dubna 1910)
- 2019 – Imrich Kružliak, slovenského poválečného exilu, politik, krajanský pracovník (* 8. prosince 1914)
- 2020
  - Andy Gill, britský kytarista a hudební producent (* 1. ledna 1956)
  - Ilie Bărbulescu, rumunský fotbalový reprezentant (* 24. června 1957)
- 2021
  - Robo Kazík, slovenský podnikatel a zpěvák (* 11. května 1947)
  - Ricky Powell, americký fotograf (* 20. listopadu 1961)
  - Tamara Rylovová, sovětská rychlobruslařka (* 1. října 1931)
  - Ryszard Szurkowski, polský cyklista (* 12. ledna 1946)
  - Merryl Wyn Davies, velšská spisovatelka (* 23. června 1948)
- 2025 – Horst Köhler, německý politik (* 22. února 1943)

## Svátky

### Česko
- Hynek, Jasmína
- Pelhřim

### Svět
- Slovensko: Tatiana
- Malajsie: Federal Teritory Holiday (od roku 1974)
- Nikaragua: Den letectva
- USA: Národní den svobody
- Austrálie: Australia Day (je-li pondělí)
- Švýcarsko: Homstrom (oslava konce zimy, je-li neděle)

Liturgický kalendář
- Svatý Pionius

| 1. únor v pražském KlementinuÚdaje jsou platné k 11. 3. 2025. | 1. únor v pražském KlementinuÚdaje jsou platné k 11. 3. 2025. | 1. únor v pražském KlementinuÚdaje jsou platné k 11. 3. 2025. |
| minimum                                                       | denní průměr                                                  | maximum                                                       |
| ------------------------------------------------------------- | ------------------------------------------------------------- | ------------------------------------------------------------- |
| −24,0 °C (1830)                                               | 1,4 °C (od 1961)                                              | 14,8 °C (2020)                                                |